# VSI Group
The VSI Group (Voice and Script International Ltd.) é um estúdio de dublagem criado em 1989. Atualmente está sediado em Londres, no Reino Unido. Também é um fornecedor de serviços de legendagem de legendas, voice-over, tradução e pós-produção nos setores de transmissão e comunicações corporativas.
The VSI Group  é composto por 22 estúdios e instalações de produção. O VSI London, o hub central e sede do Grupo, é onde a maioria dos grandes projetos e lançamentos de canais internacionais são gerenciados.

## História
A VSI foi criada em 1989 pelo diretor administrativo, Norman Dawood, e é uma empresa privada desde então. Emprega mais de 250 funcionários e utiliza uma rede de aproximadamente 3.500 tradutores freelancers em todo o mundo, localizando mais de 100.000 horas de programa em mais de 40 idiomas por ano.
Em fevereiro de 2013, o VSI Group e a dcinex anunciaram que firmaram uma parceria comercial com o objetivo de fornecer serviços de conteúdo one-stop-shop para distribuidores de filmes.
No mesmo mês, Cornelia Al-Khaled ingressou na VSI London, sede do Grupo VSI, como diretora administrativa.
Em 2014, a VSI recebeu o status de fornecedor preferencial da Netflix para serviços de localização de texto cronometrados. No ano seguinte, a VSI anunciou uma parceria com a WPP, uma empresa líder de pós-produção de áudio com sede na Holanda.
Em 2016, a VSI foi nomeada como Fornecedor Europeu do Ano para localização de Texto Temporizado. Os destinatários do prêmio Vendedor do Ano são selecionados entre o grupo de Netflix Preferred Vendors (NPVs) da Netflix e são reconhecidos por conquistas excepcionais em métricas de desempenho e qualidade. Pouco depois disso, o VSI Group foi aceito em uma nova categoria de NPV para a localização da Netflix Originals.
Em fevereiro de 2021, a VSI anunciou a aquisição do estúdio Vox Mundi com sede em São Paulo como parte da expansão de suas operações na América Latina.
Norman Dawood é filho de N. J. Dawood, o primeiro tradutor do Alcorão e os Contos das Mil e Uma Noites em inglês moderno. A VSI oferece dublagem e legendagem e trabalha em estreita colaboração com a empresa de tradução Aradco, de N J Dawood, sob o mesmo teto.
A VSI foi a primeira empresa ocidental a oferecer legendas eletrônicas em chinês, japonês e coreano.

## Ramos
A VSI tem estúdios de dublagem e legendagem em Londres, Paris, Berlim (VSI Berlin GmbH), Roma, Amsterdã (VSI Translation & Subtitling BV), Estocolmo, Bruxelas, Barcelona, Madri, Budapeste, Liubliana, Zagreb, Belgrado, Bucareste , Varsóvia, Moscou, Istambul, Tel Aviv, Cairo, Dubai, México, São Paulo (Vox Mundi), Nova York e Los Angeles.